# ГЭС Лаука
ГЭС Лаука — гидроэлектростанция в центральной части Анголы, в 220 км к юго-востоку от ее столицы Луанды. Находясь между ГЭС Капанда (выше по течению) и ГЭС Камбамбе, входит в состав каскада на реке Кванза, которая на этом участке течет в широтном направлении и впадает в Атлантический океан южнее столицы. Самая мощная электростанция страны.
В рамках проекта строительства реку перекрыли гравитационной плотиной из укатанного бетона высотой 132 метра и длиной 1100 метров, на строительство которой ушло 2,8 млн м3 материала. Во время строительства течение реки направляли через два вспомогательных туннеля длиной 0,55 и 0,45 км.
От хранилища до машинного зала через правобережный массив направляются шесть деривационных тоннелей с сечением по 104 м2 и длиной по 2 км. Сам зал построен в подземном исполнении и имеет размеры 277х22 метра при высоте в 52 метров. Он оборудован шестью гидроагрегатами мощностью по 338 МВт с радиально-осевыми турбинами, работающими при напоре в 234 метра. Кроме того, в левой части плотины оборудовано второе здание ГЭС, предназначенное для энергетического использования санитарного расхода воды. Он содержит один гидроагрегат мощностью 42 МВт с радиально-осевой турбиной, которая работает при напоре в 133 метра.
Строительство станции началось в 2013 году, и в июле 2017 вступил в строй первый гидроагрегат.
Последний шестой гидроагрегат вступил в строй в декабре 2020 года, ГЭС стала второй по выработке в Африке.
Стоимость проекта, генеральным подрядчиком которого выступила бразильская компания Odebrecht, а поставщиком основного оборудования — австрийская Andritz, составила около 4,5 млрд долларов США.